# Prüflos
Im Qualitätsmanagement ist das Prüflos die Identifikation einer Produktprobe im Rahmen der Produktionsqualitätsüberwachung. Es gilt dabei als Aufforderung der (laufenden oder abgeschlossenen) Produktion eine Probe zu entnehmen und diese gemäß den innerbetrieblichen Qualitätsmaßstäben zu prüfen.
Dies kommt auch bei der Wareneingangs- und Ausgangsprüfung zur Anwendung. Als Qualitätsmaßstab gelten dann die zwischen dem Lieferanten und dem Kunden vereinbarten Werte (AQL, RQL siehe unten). Wie die Parameter für dieses Prüflos (Annahmezahl {\displaystyle c} und Losgröße bzw. Stichprobenumfang {\displaystyle n}) bestimmt werden, wird im Folgenden erläutert. Häufig wird {\displaystyle (n,c)} auch Stichprobenplan genannt.

## Vorgehen

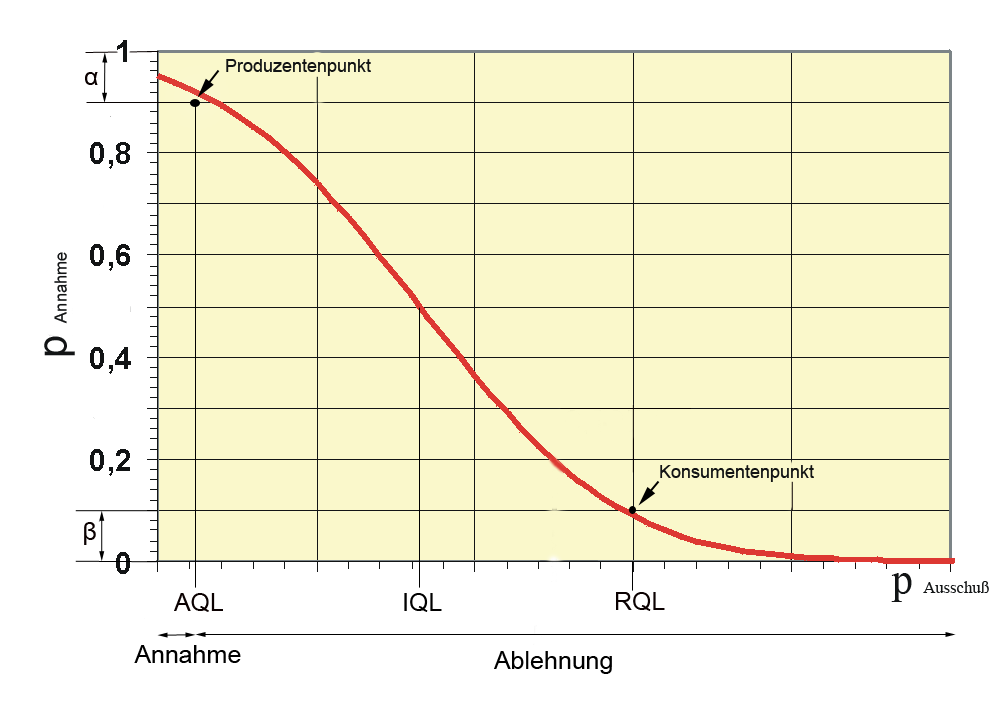
Zusammenhang von AQL/Fehler 1. Art und RQL/Fehler 2. Art zur Operationscharakteristik

Die folgenden Zahlen werden zumeist mit dem Kunden (RQL und Fehler 2. Art) und der Produktion (AQL und Fehler 1. Art) festgelegt und die Operationscharakteristik-Funktion muss dann diese Punkte unter- (Konsumentenpunkt) bzw. überschreiten (Produzentenpunkt). Die Operationscharakteristik-Funktion kann dabei über die Annahmezahl {\displaystyle c} und den Stichprobenumfang {\displaystyle n} beeinflusst werden und somit sind die Parameter für das Prüflos bestimmt.

## IQL
IQL ist die Abkürzung für Indifferente Qualitätslage. Das ist die Qualitätslage, bei der die Annahmewahrscheinlichkeit 50 % beträgt; dieser Wert ist in der Praxis von geringer Bedeutung.

## AQL
AQL ist die Abkürzung für acceptance quality limit (dt. annehmbare Qualitätsgrenzlage), ein Zahlenwert, der – sofern zwischen Kunden und Lieferanten vereinbart – angibt, wie hoch der Ausschussanteil ist, bei dem das Los mit der Wahrscheinlichkeit {\displaystyle 1-\alpha } angenommen wird (Produzentrisiko).
Beispiel: Bei einer Liefermenge von 10.000 Stück aus einer Fertigung mit der vereinbarten Qualitätslage sei die Größe der Stichprobe 200 Stück.
Die folgende Prüfung ergibt „häufig“ (mit der Wahrscheinlichkeit {\displaystyle 1-\alpha }), dass die Fehlerzahl in der Stichprobe unter der Rückweisezahl liegt; das Los somit angenommen wird.
Mit der Wahrscheinlichkeit {\displaystyle \alpha } ist die gefundene Fehlerzahl in der Stichprobe jedoch größer als die Annahmezahl, obwohl der Fehleranteil im Los die vereinbarte „Grenzlage“ erfüllt. Das Los ist vom Produzent zurückzunehmen, obwohl es bei einer vollständigen Prüfung auch der restlichen Einheiten über die Stichprobe hinaus nicht über dem vereinbarten Fehleranteil liegt.

## RQL
RQL ist die Abkürzung für rejectable quality limit (dt. rückzuweisende Qualitätsgrenzlage). Ein Zahlenwert, der – sofern zwischen Kunden und Lieferanten vereinbart – angibt, wie hoch der Ausschussanteil ist, bei dem das Los mit der Wahrscheinlichkeit Fehler 2. Art ({\displaystyle \beta }-Fehler) irrtümlich angenommen wird (Konsumentenrisiko).
Beispiel: Bei einer Liefermenge von 10.000 Stück sei die Größe des Prüfloses 2 Stück. Beide Proben erfüllen die Prüfbedingungen nicht. Die gesamte Lieferung wird zurückgewiesen. Mit der Wahrscheinlichkeit Fehler 2. Art ({\displaystyle \beta }-Fehler) kann das Los den Anforderungen trotzdem entsprechen.

## Erläuterung
Wie an dem Beispiel deutlich wird, beeinflussen sich Fehler 1. und 2. Art. Außerdem wird durch den Stichprobenumfang die Steilheit der Operationscharakteristik-Funktion bestimmt, so dass Fehler 1. und 2. Art reduziert werden können.

## Zweistufige Prüfung
Bei einer zweistufigen Prüfung wird zunächst ein erstes Prüflos vom Umfang {\displaystyle n_{1}} entnommen und eine der drei Entscheidungen gefällt:
- Lieferung annehmen (wenn das Prüflos überzeugend gut ausfällt)
- Lieferung zurückweisen (wenn das Prülos erschreckend schlecht ausfällt)
- Weiteres Prüflos vom Umfang {\displaystyle n_{2}} entnehmen (wenn man sich noch nicht entscheiden kann)

Bei zweistufiger Prüfung ist der Stichprobenumfang zufällig, entweder {\displaystyle n_{1}} oder {\displaystyle n_{1}+n_{2}}. Der mittlere Stichprobenumfang (ASN, average sample number) einer zweistufigen Prüfung ist in der Regel kleiner als der Stichprobenumfang einer einstufigen Prüfung, wenn man von gleichen Forderungen an die Operationscharakteristik ausgeht.

## Sequenzielle Prüfung
Die sequenzielle Prüfung ist eine Anwendung des sequentiellen Likelihood-Quotienten-Tests. Hier wird nach jedem gezogenen Prüfelement entschieden, ob die Lieferung angenommen, abgelehnt oder ob ein weiteres Prüfelement gezogen wird. Damit erreicht man im Vergleich zur zweistufigen Prüfung eine weitere Verringerung der ASN.